# The Essential Collection (1975-1982)
The Essential Collection (1975-1982) è un CD raccolta dei Poco, pubblicato dalla Half Moon Records nel giugno del 1997.

## Tracce
1. Keep on Tryin' – 2:55 (Timothy B. Schmit) – Tratto dall'album Head over Heels (1975)
2. Makin' Love – 2:56 (Rusty Young) – Tratto dall'album Head over Heels (1975)
3. Lovin' Arms – 3:29 (Rusty Young) – Tratto dall'album Head over Heels (1975)
4. Flying Solo – 3:37 (Timothy B. Schmit) – Tratto dall'album Head over Heels (1975)
5. Rose of Cimarron – 6:44 (Rusty Young) – Tratto dall'album Rose of Cimarron (1976)
6. Too Many Nights Too Long – 5:56 (Paul Cotton) – Tratto dall'album Rose of Cimarron (1976)
7. Tulsa Turnaround – 2:42 (Paul Cotton) – Tratto dall'album Rose of Cimarron (1976)
8. Stealaway – 3:09 (Rusty Young) – Tratto dall'album Rose of Cimarron (1976)
9. Indian Summer – 4:42 (Paul Cotton) – Tratto dall'album Indian Summer (1977)
10. Living in the Band – 3:21 (Paul Cotton) – Tratto dall'album Indian Summer (1977)
11. Me and You – 2:48 (Timothy B. Schmit) – Tratto dall'album Indian Summer (1977)
12. Heart of the Night – 4:51 (Paul Cotton) – Tratto dall'album Legend (1978)
13. Crazy Love – 2:57 (Rusty Young) – Tratto dall'album Legend (1978)
14. Legend – 4:15 (Rusty Young) – Tratto dall'album Legend (1978)
15. Midnight Rain – 4:24 (Paul Cotton) – Tratto dall'album Under the Gun (1980)
16. Under the Gun – 3:14 (Paul Cotton) – Tratto dall'album Under the Gun (1980)
17. Widowmaker – 3:36 (Rusty Young) – Tratto dall'album Blue and Gray (1981)
18. Sometimes (We Are All We Got) – 3:36 (Paul Cotton) – Tratto dall'album Blue and Gray (1981)
19. The Price of Love – 3:22 (Don Everly, Phil Everly) – Tratto dall'album Cowboys & Englishmen (1982)
20. Ashes – 2:58 (Rusty Young) – Tratto dall'album Cowboys & Englishmen (1982)
21. Feudin' – 2:16 (Rusty Young) – Tratto dall'album Cowboys & Englishmen (1982)

## Musicisti
Brani - nr. 1, 2, 3 e 4
- Paul Cotton - chitarra elettrica, chitarra acustica, voce
- Rusty Young - chitarra pedal steel, mandolino, chitarra acustica
- Timothy B. Schmit - basso, voce
- George Grantham - batteria, voce
- Mark Harman - organo, pianoforte, clavicembalo
- Donald Fagen - sintetizzatore
- Jimmie Haskell - strumenti a corda
- Garth Hudson - tastiere
- Michael Von Verdick - voce
- Victor Feldman - percussioni
- Steve Forman - percussioni
- Milt Holland - percussioni

Brano - nr. 5
- Paul Cotton - voce, chitarra elettrica, chitarra acustica
- Rusty Young - chitarra acustica, chitarra elettrica a dodici corde, mandolino, banjo, dobro
- Timothy B. Schmit - voce, basso, armonica
- George Grantham - voce, batteria, timpano
- Mark Harman - celesta
- Tom Sellers - pianoforte (grand piano), arrangiamenti strumenti a corda
- Milt Holland - percussioni
- Sid Sharp - concert master

Brano - nr. 6
- Paul Cotton - voce, chitarra spagnola, chitarra elettrica a sei e dodici corde
- Rusty Young - mandolino
- Timothy B. Schmit - voce, basso
- George Grantham - voce, batteria
- Al Garth - violino
- Steve Ferguson - pianoforte
- Milt Holland - marimba, percussioni

Brano - nr. 7
- Paul Cotton - voce, chitarra acustica
- Rusty Young - dobro
- Timothy B. Schmit - basso
- George Grantham - batteria
- Al Garth - fiddle
- Steve Ferguson - pianoforte

Brano - nr. 8
- Paul Cotton - voce, chitarra elettrica solista, chitarra acustica
- Rusty Young - chitarra elettrica, chitarra acustica, banjo
- Timothy B. Schmit - voce, basso
- George Grantham - voce, batteria

Brano - nr. 9
- Paul Cotton - voce solista, chitarra gretsch white falcon
- Rusty Young - chitarra steel, sitar
- Timothy B. Schmit - voce, basso
- George Grantham - voce, batteria
- Steve Forman - percussioni
- Donald Fagen - sintetizzatore (ARP Odyssey), arp string ensemble

Brano - nr. 10
- Paul Cotton - voce solista, chitarra solista
- Rusty Young - chitarra leslie, chitarra steel solista
- Timothy B. Schmit - voce, basso
- George Grantham - voce, batteria, quijada (jawbone), shaker
- Steve Forman - congas

Brano - nr. 11
- Paul Cotton - voce, chitarra acustica, chitarra elettrica
- Rusty Young - chitarra steel
- Timothy B. Schmit - voce solista, basso
- George Grantham - voce, batteria

Brani - nr. 12, 13 e 14
- Paul Cotton - voce, chitarra solista
- Rusty Young - voce, chitarra steel, chitarra
- Charlie Harrison - basso, armonie vocali
- Steve Chapman - batteria
- Jai Winding - tastiere
- Tom Stephenson - tastiere (brani: A1, A3 e A5)
- Phil Kenzie - sassofono
- Michael Boddicker - sintetizzatore
- Steve Forman - percussioni

Brano - nr. 15
- Pau Cotton - chitarra elettrica, voce solista
- Rusty Young - chitarra elettrica, chitarra pedal steel, voce
- Charlie Harrison - basso, voce
- Steve Chapman - batteria
- Kim Bullard - tastiere

Brano - nr. 16
- Paul Cotton - chitarra elettrica, voce solista
- Rusty Young - chitarra elettrica
- Charlie Harrison - basso, voce
- Steve Chapman - batteria
- Kim Bullard - tastiere

Brano - nr. 17
- Paul Cotton - chitarra solista, voce
- Rusty Young - chitarra, voce solista
- Kim Bullard - tastiere
- Charlie Harrison - basso, voce
- Steve Chapman - batteria
- Steve Forman - percussioni
- Venetta Fields - accompagnamento vocale, cori
- Clydie King - accompagnamento vocale, cori
- Denise DeCaro - accompagnamento vocale, cori

Brano - nr. 18
- Paul Cotton - chitarra, voce solista
- Rusty Young - chitarra, banjo, voce
- Kim Bullard - tastiere, voce
- Charlie Harrison - basso, voce
- Steve Chapman - batteria

Brani - nr. 19, 20 e 21
- Paul Cotton - chitarra, voce
- Rusty Young - chitarra, chitarra steel, voce
- Kim Bullard - tastiere, voce
- Charlie Harrison - basso, voce
- Steve Chapman - batteria